# مايك هال (دراج)
مايك هال (بالإنجليزية: Mike Hall)‏ هو دراج بريطاني، ولد في 4 يونيو 1981 في هاروغيت في المملكة المتحدة، وتوفي في 31 مارس 2017 في Monaro Highway ‏ في أستراليا بسبب حادث مرور.